# Petra Venturová
Petra Venturová (* 22. října 1976 Praha) je česká komunální politička a ekonomka, od prosince 2013 předsedkyně politického hnutí Pro Prahu, od roku 2006 starostka městské části Praha-Šeberov a od října 2006 také předsedkyně Svazu městských částí hlavního města Prahy.

## Životopis
Od října 2001 do května 2002 pracovala jako pomocná vědecká síla v Centru profesní orientace na Fakultě mezinárodních vztahů Vysoké školy ekonomické v Praze. Od září 2001 do června 2002 pracovala jako asistent auditora ve společnosti Primaska Audit a.s.
V roce 2002 promovala fakultě financí a účetnictví VŠE, v hlavní specializaci účetnictví a finanční řízení podniku, vedlejší specializaci obchodní podnikání. Magisterské studium zakončila státní zkouškou z účetnictví. Od roku 2004 se vzdělává v Institutu Svazu účetních na získání certifikátu „účetní expert“ (3. stupeň certifikace Svazu účetních). Od roku 2003 je členkou ČSTV, kde v roce 2019 získala oprávnění I. třídy trenéra plavání.

## Politická kariéra
Do politiky vstoupila kvůli nespokojenosti s jednáním bývalého starosty v roce 2006 a v komunální politice se pohybuje dodnes. V městské části Praha-Šeberov zastává funkci starostky, od roku 2006 do roku 2013 jako nezávislá, od roku 2013 jako předsedkyně politického hnutí Pro Prahu a předsedkyně Svazu městských částí hlavního města Prahy. v roce 2015 z politického hnutí vystoupila a je opět nezávislá. Od roku 2020 je příznivcem hnuti STAN.
V komunálních volbách v roce 2014 kandidovala za hnutí Pro Prahu do zastupitelstva hlavního města Prahy, kam zvolena nebyla. Byla však znovuzvolena do zastupitelstva městské části Praha-Šeberov. Starostkou městské části Praha - Šeberov byla zvolena v roce 2006, 2010, 2017, 2018, 2022.

## Sportovní úspěchy
Petra Venturová byla profesionální plavkyně. Je několikanásobnou mistryní ČR (polohový závod na 400 metrů, 800 metrů kraul, 200 metrů prsa, 5 km dálkové plavání), dále získala:
- 6. místo na univerziádě Fukuoka 1995 (400 metrů polohový závod)
- 4. místo na ME v dálkovém plavání 1995 (5 km) ve Vídni
- 3. místo na ME juniorů (štafeta 4×100 metrů kraul) 1991 Antverpy
- Účast na mistrovství světa (Řím)

Organizuje také kurzy plavání pro děti do dvou let a je trenérkou plavání první třídy. 
V současné době je vedoucí plaveckého klubu USK Praha, kde má pod sebou děti ve výkonnostním klubu druhého stupně. Spolu se svou matkou, Jaroslavou Passerovou, trénuje nejlepší skupinu vytrvalců plavců v ČR. Mezi její trenérské úspěchy patří zařazení jejich svěřenců do juniorských reprezentačních družstev, seniorských družstev a také nominace Martina Straky na 10 km na OH v Paříži v roce 2024. 

## Soukromý život
Petra Venturová je rozvedená. Má tři děti, Moniku, Danielku a Jiřího.